# Fritillaria gentneri
Espèce
Classification phylogénétique
Fritillaria gentneri est une espèce de plantes du genre des fritillaires et de la famille des liliacées.